# PIZZA-LA Presents Buono! Delivery LIVE 2012 〜愛をお届け!〜
『PIZZA-LA Presents Buono! Delivery LIVE 2012〜愛をお届け!〜』（ピザーラ　プレゼンツ　ボーノ　デリバリー　ライブ　2012）は、Buono!のライブビデオ。2012年12月12日にDVDとBlu-rayが同日発売された。

## 収録曲
1. OPENING
2. FEVER
3. ホントのじぶん
4. JUICY HE@RT
5. MC1
6. Independent Girl〜独立女子であるために
7. ロッタラ ロッタラ
8. Kiss!Kiss!Kiss!
9. 未来ドライブ
10. MC2
11. うらはら（嗣永桃子）
12. Blue-Sky-Blue（夏焼雅）
13. My alright sky（鈴木愛理）
14. 夏の星空
15. MC3
16. Never gonna stop!
17. 泣き虫少年
18. ロックの神様
19. MC4
20. GO!GO!ゴーダ
21. 初恋サイダー
22. 恋愛♥ライダー
23. MY BOY
24. BELIEVE★★★
25. MC5
26. Bravo☆Bravo

特典映像
- メイキング映像